# تاوریچانکا (شهرستان آلشیفسکی، باشقیرستان)
تاوریچانکا (به لاتین: Tavrichanka) یک منطقهٔ مسکونی در روسیه است که در باشقیرستان واقع شده‌است.